# محمد محمودوند
محمد محمودوند (زادهٔ ۳ بهمن ۱۳۶۴) بازیکن فوتبال ایرانی است و و دارای سابقه عضویت در باشگاه فوتبال سپاهان اصفهان در لیگ برتر می‌باشد.

## افتخارات
باشگاهی
- جام حذفی
- قهرمانی در جام حذفی ۹۲–۹۱ به همراه تیم سپاهان اصفهان
- نایب قهرمان لیگ برتر در سال ۸۶الی۸۷ همراه با تیم ذوب آهن اصفهان
- قهرمان جام حذفی در سال ۸۶الی۸۷ همراه با تیم ذوب آهن اصفهان